# Municipio de Commercial
El municipio de Commercial (en inglés: Commercial Township) es un municipio ubicado en el condado de Cumberland en el estado estadounidense de Nueva Jersey. En el año 2010 tenía una población de 5.178 habitantes y una densidad poblacional de 57,92 personas por km².

## Geografía
El municipio de Commercial se encuentra ubicado en las coordenadas 39°17′23″N 75°1′50″O / 39.28972, -75.03056.

## Demografía
Según la Oficina del Censo en 2000 los ingresos medios por hogar en el municipio eran de $34,960 y los ingresos medios por familia eran $37,500. Los hombres tenían unos ingresos medios de $35,030 frente a los $21,610 para las mujeres. La renta per cápita para la localidad era de $14,663. Alrededor del 15.8% de la población estaba por debajo del umbral de pobreza.